# Ampelisca monodi
Ampelisca monodi är en kräftdjursart. Ampelisca monodi ingår i släktet Ampelisca och familjen Ampeliscidae. Inga underarter finns listade i Catalogue of Life.